# 綏化市
綏化市（すいか-し）は、中華人民共和国黒竜江省に位置する地級市。

## 歴史
旧称は「北団林子」といい、清の1885年（光緒11年）11月20日に綏化へ改称した。
独自の行政区画が初めて設置されたのは1956年3月6日の綏化専区であり、黒竜江省直轄であった綏化、海倫、望奎、北安、徳都、綏稜、鉄驪、慶安、呼蘭、蘭西、巴彦、木蘭、通河の13県を管轄、専員公署は綏化県に設置された。しかし1958年には綏化専区が廃止され綏化、望奎、綏稜、海倫、慶安、通河、木蘭、蘭西、巴彦の9県は松花江専区に、北安県は嫩江専区に、呼蘭県はハルビン市にそれぞれ移管され、鉄力県（鉄驪県より改称）は慶安県に、徳都県は北安県に編入された。1965年、松花江専署がハルビン市より綏化県綏化鎮に移転したことより綏化専署と改称、同時に安達県が設置され、綏化、綏稜、海倫、慶安、肇東、明水、蘭西、望奎、肇源、肇州、青岡、鉄力、安達の13県を管轄した。
1967年5月、黒竜江省革命委員会は綏化専署を綏化地区革命委員会と改編することを決定、1970年4月に綏化地区革命員貝へ正式に改称された際に鉄力県が伊春地区に移管され12県の管轄とされた。1978年11月、文化大革命の終焉と共に綏化地区革命委員会は綏化地区行政公署に改編された。1992年12月1日には肇州、肇源の両県が大慶市に移管されている。
1999年12月28日、綏化地区及び県級の綏化市（1982年に綏化県より昇格）の廃止を決定、新に地級の綏化市の設置と旧綏化市地区には北林区が設置された。

## 行政区画
1市轄区・3県級市・6県を管轄する。
- 市轄区：
  - 北林区
- 県級市：
  - 安達市・肇東市・海倫市
- 県：
  - 綏稜県・蘭西県・明水県・青岡県・慶安県・望奎県

| 綏化市の地図                                                          |
| --------------------------------------------------------------------- |
| 北林区 望奎県 蘭西県 青岡県 慶安県 明水県 綏稜県 安達市 肇東市 海倫市 |

### 年表
この節の出典

#### 綏化専区(1956年-1958年)
- 1956年3月5日 - 黒龍江省綏化県・蘭西県・巴彦県・木蘭県・海倫県・望奎県・北安県・徳都県・鉄驪県・慶安県・綏稜県・通河県・呼蘭県・通北県を編入。綏化専区が成立。(14県)
- 1956年3月6日 - 通北県が北安県に編入。(13県)
- 1956年11月19日 - 鉄驪県が鉄力県に改称。(13県)
- 1958年6月27日 - 北安県・徳都県が嫩江専区に編入。(11県)
- 1958年8月16日 - 綏化専区が松花江専区に改称。

#### 綏化地区(1965年-1999年)
- 1965年6月14日 - 松花江専区が綏化専区に改称。(1市13県)
- 1965年12月28日 - 安達市が地級市の安達市に昇格。(13県)
- 1968年 - 綏化専区が綏化地区に改称。(13県)
- 1970年4月1日 - 鉄力県が伊春地区に編入。(12県)
- 1979年7月16日 - 安達県の一部が安達市サルト区の一部と合併し、安達市大同区となる。(12県)
- 1982年12月18日 - 綏化県が市制施行し、綏化市となる。(1市11県)
- 1984年11月17日 - 安達県が市制施行し、安達市となる。(2市10県)
- 1986年9月8日 - 肇東県が市制施行し、肇東市となる。(3市9県)
- 1989年12月23日 - 海倫県が市制施行し、海倫市となる。(4市8県)
- 1992年8月21日 - 肇州県・肇源県が大慶市に編入。(4市6県)
- 1999年12月28日 - 綏化地区が地級市の綏化市に昇格。

#### 綏化市
- 1999年12月28日 - 綏化地区が地級市の綏化市に昇格。(1区3市6県)
  - 綏化市が区制施行し、北林区となる。

## 人口統計
綏化市の面積は35,211km²。2000年の国勢調査によれば人口5,055,541人、人口密度143.58人/km²。
| 民族     | 人口      | 比率   |
| -------- | --------- | ------ |
| 漢       | 4,891,905 | 96.76% |
| 満州     | 134,427   | 2.66%  |
| 朝鮮     | 13,331    | 0.26%  |
| 回       | 7,619     | 0.15%  |
| モンゴル | 6,292     | 0.12%  |
| ダウール | 559       | 0.01%  |
| その他   | 1,408     | 0.04%  |

## 教育

### 大学
- 綏化学院（中国語版）

## 交通

### 鉄道
- 中国国家鉄路集団
  - 中国鉄路ハルビン局集団公司
    - 哈斉旅客専用線
    - 浜北線
    - 浜洲線
    - 綏佳線

### 道路
- 高速道路
  -  綏満高速道路
  -  大広高速道路
  -  鶴哈高速道路
  -  伊斉高速道路
  -  綏北高速道路

- 国道
  -  G202国道
  -  G203国道（中国語版）
  -  G222国道（中国語版）
  -  G301国道

## 健康・医療・衛生
- 綏化市第一医院、北林区第一人民医院、安達市医院、安達市中医院、肇東市第一医院、肇東市工人医院、肇東市婦幼保健院、肇東市黎明衛生院
- 海倫市人民医院、綏稜県人民医院、蘭西県人民医院、明水県人民医院、青岡県人民医院、慶安県人民医院、望奎県人民医院

## 名所・旧跡・観光スポット
- 八里城遺跡（中国語版）